# William V. Marquis

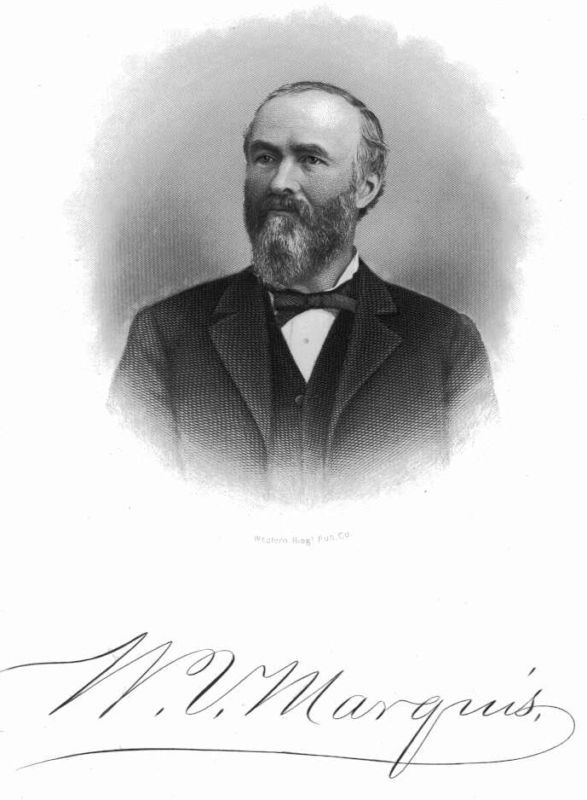
William V. Marquis

William Vance Marquis (* 1. Mai 1828 in Mount Vernon, Ohio; † 17. Dezember 1899 in Bellefontaine, Ohio) war ein US-amerikanischer Politiker. Zwischen 1890 und 1892 war er Vizegouverneur des Bundesstaates Ohio.

## Werdegang
Die Quellenlage über William Marquis ist nicht sehr gut. Er lebte seit seinem fünften Lebensjahr in Bellefontaine im Logan County und arbeitete dort später im Eisenwarenhandel. Im weiteren Verlauf seines Lebens wurde er auch in der Bankenbranche tätig. Politisch wurde er Mitglied der Demokratischen Partei. Zwischen 1853 und 1861 war er Posthalter in Bellefontaine. Im Juni 1876 nahm er als Delegierter an der Democratic National Convention in St. Louis teil, auf der Samuel J. Tilden als dann erfolgloser Präsidentschaftskandidat nominiert wurde. Zwei Jahre später kandidierte er selbst ohne Erfolg für das Repräsentantenhaus der Vereinigten Staaten.
Im Jahr 1889 war Marquis demokratischer Kandidat für das Amt des Vizegouverneurs von Ohio. Während mit James E. Campbell sein Parteikollege zum Gouverneur gewählt wurde, unterlag er knapp seinem republikanischen Gegenkandidaten Elbert L. Lampson.  Dieser übte das Amt zwischen dem 13. und dem 31. Januar 1890 aus. Danach wurde er von der demokratischen Mehrheit im Senat von Ohio abgesetzt. An seine Stelle trat nun William Marquis, der das Amt bis zum Ende der Amtszeit am 11. Januar 1892 bekleidete. Dabei war er Stellvertreter des Gouverneurs und Vorsitzender des Staatssenats. Nach seiner Zeit als Vizegouverneur ist Marquis politisch nicht mehr in Erscheinung getreten. Er starb am 17. Dezember 1899 an Herzversagen.